# Chloroclystis dissographa
Syncosmia dissographa là một loài bướm đêm trong họ Geometridae.